# Microregione di Valença do Piauí
Valença do Piauí è una microregione del Piauí in Brasile, appartenente alla mesoregione di Centro-Norte Piauiense.
È una suddivisione creata puramente per fini statistici, pertanto non è un'entità politica o amministrativa.

## Comuni
È suddivisa in 14 comuni:
- Aroazes
- Barra d'Alcântara
- Elesbão Veloso
- Francinópolis
- Inhuma
- Lagoa do Sítio
- Novo Oriente do Piauí
- Pimenteiras
- Prata do Piauí
- Santa Cruz dos Milagres
- São Félix do Piauí
- São Miguel da Baixa Grande
- Valença do Piauí
- Várzea Grande